# 청원권
청원권(請願權)이란 국민이 국가기관에 청원을 하는 권리를 말한다.
모든 국민은 법률이 정하는 바에 의하여 국가 기관에 문서로 청원할 권리를 가진다(대한민국 헌법 제26조 제1항). 청원이란 국정에 관한 희망을 국가 기관에 대하여 청구하는 것을 말한다. 청원권의 주체는 자연인, 법인, 외국인 모두 포함된다. 국가 기관에는 제한이 없어서 행정기관은 물론 국회, 법원에 대하여도 청원할 수 있다.
국가는 청원에 대해 심사할 의무를 진다(대한민국 헌법 제26조 제2항). 청원은 자유롭게 희망을 개진(開陳)하고 국가는 이에 대하여 수리(受理)심사할 의무가 있으나 재결(裁決)이나 결정이 필수적이 아닌 점에서 소원(訴願)이나 소송(訴訟)과 다르다. 그러나 청원법(請願法)은 청원의 수리와 심사뿐 아니라 심사 결과의 통지 의무까지 규정하고 있다.
또한 청원은 권리 또는 이익이 반드시 침해됨을 요하지 않고 제3자를 위하거나 공공 이익을 위하여도 할 수 있다.
그러나 공무원의 잘못된 행정 처리로 인해 손해를 입었을 경우, 국민이 손해를 물어 줄 것을 요구하는 행위는 청원권이 아닌 참정권이다.

## 판례
- 헌법상 보장된 청원권은 공권력과의 관계에서 일어나는 여러가지 이해관계, 의견, 희망 등에 관하여 적법한 청원을 한 모든 국민에게 국가기관이 청원을 수리할 뿐만 아니라 이를 심사하여 청원자에게 적어도 그 처리결과를 통지할 것을 요구할 수 있는 권리를 말한다.[2]
- 국민이면 누구든지 널리 제기할 수 있는 민중적 청원제도는 재판청구권 기타 준사법적 구제청구와는 완전히 성질을 달리하는 것이기 때문에 청원권의 보호범위에는 청원사항의 처리결과에 심판서나 재결서에 준하여 이유를 명시할 것까지를 요구하는 것은 포함되지 아니한다.[3]
- 청원 소관관서는 청원법이 정하는 절차와 범위내에서 청원사항을 성실·공정·신속히 심사하고 청원인에게 그 청원을 어떻게 처리하였거나 처리하려고 하는지를 알 수 있는 정도로 결과통지함으로써 충분하고, 비록 그 처리내용이 청원인이 기대하는 바에 미치지 않는다고 하더라도 헌법소원의 대상이 되는 공권력의 행사 내지 불행사라고는 볼 수 없다[4].

## 옴부즈만
청원권을 실질적 권리로 만드는 제도가 스웨덴의 옴부즈만 제도이다.

## 같이 보기
- 국민의 권리와 의무
- 옴부즈만
- 청원24